# Tiberio Claudio Pompeiano
Tiberio Claudio Pompeiano (in latino Tiberius Claudius Pompeianus; Antiochia di Siria, prima del 130 – Roma, dopo il 193) è stato un politico e generale romano del periodo imperiale.
Si distinse durante il periodo delle guerre marcomanniche. Fu genero dell'imperatore romano Marco Aurelio e per ben tre volte rifiutò la porpora imperiale.

## Biografia

### Origini familiari
Pompeiano era un siriano di Antiochia, figlio di un cavaliere romano (eques romanus). Il padre è stato identificato con Tiberio Claudio Quinziano, epistratego in Egitto quando l'imperatore Adriano vi soggiornò nel 130. E il giovane Pompeiano potrebbe essere nato proprio in quegli anni (125-129?), visto che quando successivamente sposò Lucilla nel 169, si disse che aveva già superato i quarant'anni.
Il padre riuscì ad ottenere l'appoggio dello stesso imperatore o di qualche membro influente del consilium principis, garantendo la promozione sociale del figlio, come sostiene il Migliorati. Pompeiano ottenne così il laticlavio da Antonino Pio, quando gli venne donata la toga virilis quando raggiunse i 15-17 anni.

### Cursus honorum

#### Prime cariche: dal tribunato al consulatosuffectus(145-169)

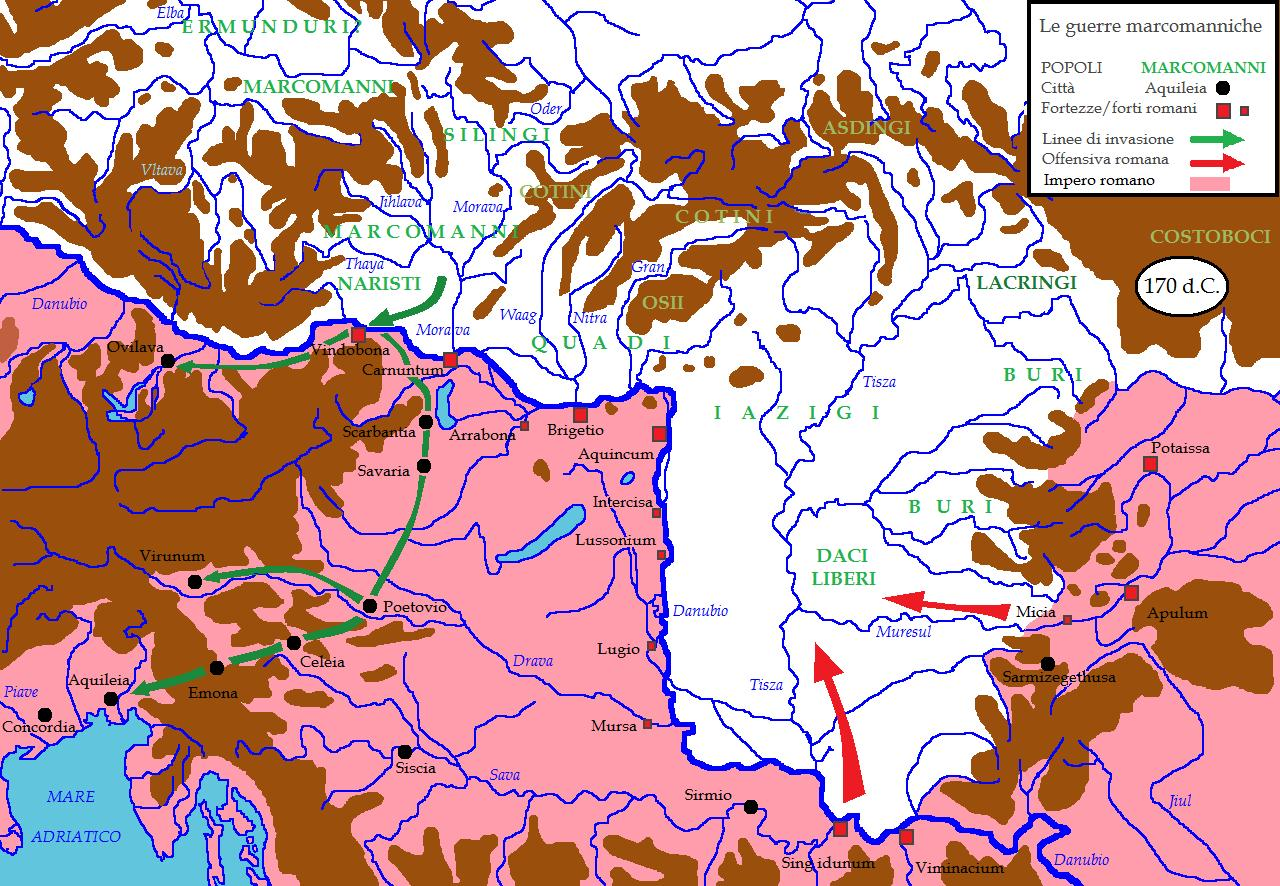
Il progetto di Marco Aurelio era di creare una nuova provincia tra Danubio (Pannonia inferiore), Tibisco (Tisza) e Dacia: la Sarmatia (167-169).

Iniziò la sua carriera come tribuno angusticlavio della legio VII Gemina di stanza in Spagna a León negli anni 145-149, con la prospettiva di poter accedere al Senato di Roma. Duranti questi anni sembra abbia preso parte ad alcune campagne militari ordinate da Antonino Pio per difendere i confini dai turbolenti Mauri in Betica e in Mauretania. Il Migliorati ipotizza che Pompeiano abbia operato sotto il comando di Gneo Lucio Terenzio Omullo, il quale potrebbe aver fornito all'imperatore una segnalazione per le sue doti militari.
Potrebbe essere divenuto questore o adlectus inter quaestorios, poi edile, fino a raggiungere la pretura negli anni compresi tra il 150 e il 162. In seguito partecipò alla prima fase delle campagne partiche degli anni 162-166, probabilmente come legatus legionis (forse della II Adiutrix) o semplicemente come comes dell'imperatore Lucio Vero.
Tornato a Roma, ottenne il consolato come suffectus nella seconda parte del 166 insieme a Quinto Antistio Advento Postumio Aquilino.
L'anno successivo divenne governatore della Pannonia inferiore (167), con quartier generale ad Aquincum, e il Migliorati ipotizza che egli dovesse supportare le operazioni militari predisposte da Marco Aurelio, per l'occupazione dei territori tra Danubio, Tibisco e Dacia, in vista della creazione della nuova provincia di Sarmatia. Non a caso furono formate proprio in questi anni (165-166) due nuove legioni: si trattava della II e III Italica. Il Birley aggiunge che il 5 maggio del 167, Pompeiano congedò i veterani di alcune unità ausiliarie del fronte pannonico, che ormai avevano raggiunto la fine del servizio militare (honesta missio), sostituendoli con nuovi e giovani soldati; dispose anche che i legionari della II Adiutrix si dedicassero ai lavori di riparazione delle strade (da Sirmium ad Aquincum), in vista di una nuova offensiva.

#### Gener Marcidurante le guerre marcomanniche (169-182)

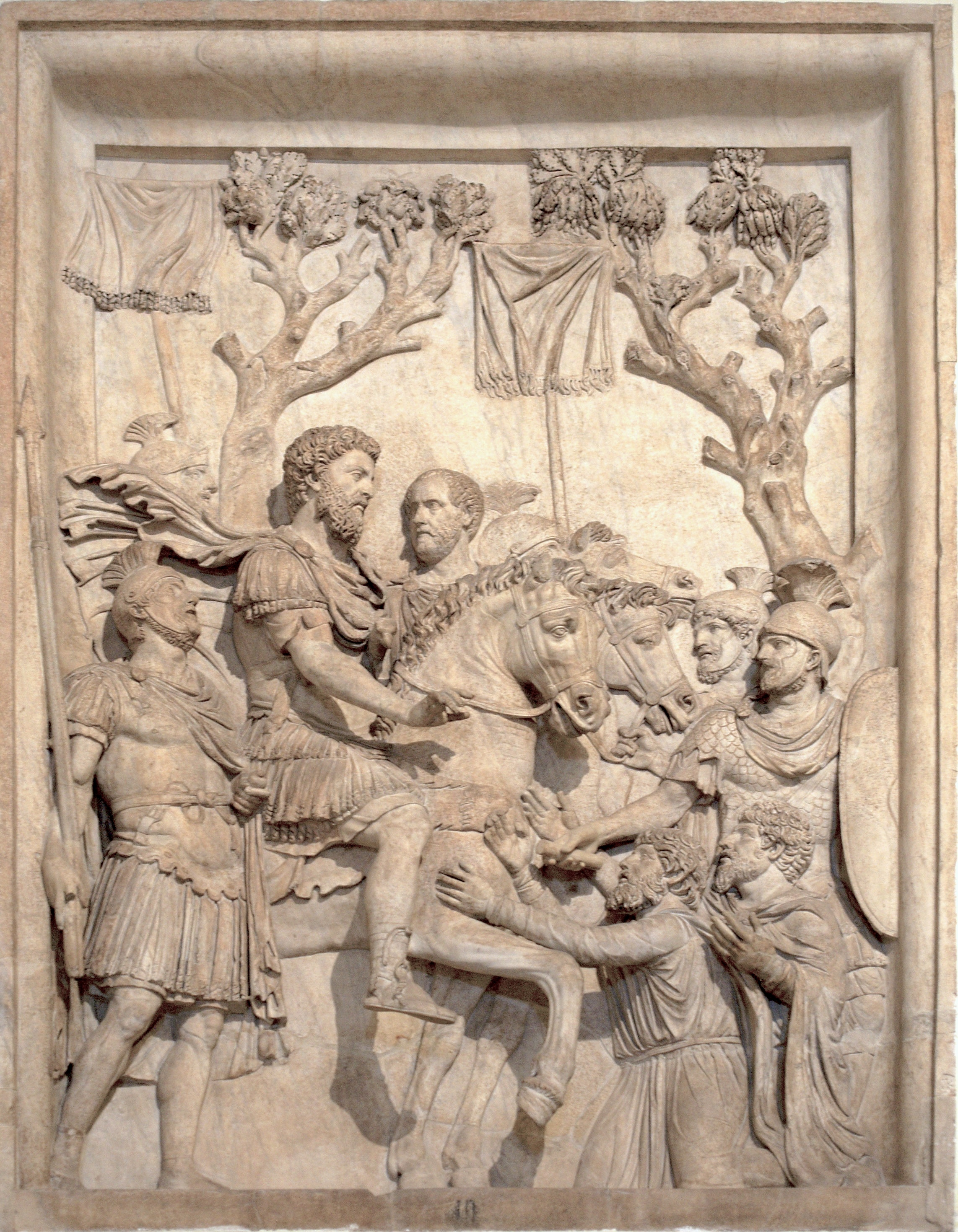
Pompeiano al centro, alle spalle di Marco Aurelio a cavallo, di fronte a loro i barbari, durante il periodo critico delle guerre marcomanniche degli anni 169/170 - 180 (Musei Capitolini, Roma)

E mentre la nuova guerra infuriava lungo il fronte danubiano, l'imperatore Lucio Vero cadde malato e morì poco dopo a Altinum, non molto distante da Aquileia (inizi del 169). Marco, tornato a Roma, dopo aver meditato sulle conseguenze di dover reggere l'Impero da solo, scelse come suo nuovo genero Pompeiano, il quale andò in sposo alla vedova di Lucio, Annia Aurelia Galeria Lucilla (autunno del 169), non senza qualche rimostranza da parte della figlia e della moglie Faustina minore. Sembra che lo stesso imperatore avesse ipotizzato di affiancare a sé Pompeiano come Cesare. In seguito venne spesso ricordato come gener Marci (genero di Marco Aurelio). È possibile che una tale proposta fosse stata rifiutata dallo stesso Pompeiano.
Il conflitto sarmatico si stava rivelando, nel frattempo, più difficile del previsto, tanto che i Romani persero sul campo di battaglia ben due governatori delle tre Dacie: Calpurnio Agricola e Claudio Frontone. Fu solo con la fine dell'anno che Marco fu in grado di raggiungere il fronte in questione, il cui quartier generale fu posto a Sirmium. Egli era accompagnato dal nuovo genero Pompeiano, nominato primo consigliere militare. Purtroppo la grande invasione germanica dell'inverno del 169-170 costrinse Marco a sospendere i suoi piani espansionistici. Si trattava di una grossa coalizione di tribù germaniche, capeggiata da Ballomar, re dei Marcomanni, che sfondava il limes pannonicus e batteva un esercito di 20.000 soldati romani in una località che si presume fosse lungo la Via dell'Ambra, probabilmente non molto distante dall'accampamento legionario di Carnuntum. L'ondata barbara si riversò nel vicino Norico, compiendo incursioni fino ad Ovilava, mentre un secondo ramo più numeroso percorreva la Pannonia, passando da Savaria, Poetovio ed Emona, fino a giungere nell'Italia settentrionale dove assediava Aquileia e distruggeva Opitergium.
Marco affidò a Pompeiano la controffensiva romana, insieme al futuro imperatore Publio Elvio Pertinace, suo protetto (di cui era probabilmente patronus) e fidato collaboratore. Il primo obbiettivo rimaneva quello di bloccare l'invasione dell'Italia e, successivamente, di ripulirne i territori circostanti (170-171). Aquileia fu liberata dopo uno scontro campale, dove i Romani ottennero una vittoria determinante ai fini della guerra sulle popolazioni germaniche. Pompeiano, dimostrava ancora una volta le sue doti di brillante comandante d'armata, tanto da ottenere un secondo consolato, questa volta ordinarius nel 173.
La guerra proseguì senza sosta, tanto da costringere Marco a stazionare per almeno un triennio a Carnuntum in Pannonia superiore (dalla fine del 170 almeno agli inizi del 173). Il Birley non è neppure certo che l'imperatore abbia potuto fare ritorno a Roma, per presenziare all'elezione al consolato dei suoi due generi Pompeiano e Gneo Claudio Severo, tant'è che ne mette in dubbio il ritorno dal fronte dello stesso Pompeiano. Marco fu però acclamato per la sesta volta imperator, a cui si aggiungeva il titolo vittorioso di Germanicus, mentre le monete ne celebravano la Germania subacta (Germania sottomessa).
| Marco Aurelio: sesterzio                                                 | Marco Aurelio: sesterzio                                                                    |
| ------------------------------------------------------------------------ | ------------------------------------------------------------------------------------------- |
|                                                                          |                                                                                             |
| M ANTONINVS AVG TR P XXVI, testa laureata verso destra di Marco Aurelio; | GERMANIA SVBACTA IMP VI COS III S C, la Germania seduta sulla destra ai piedi di un trofeo. |
| 28 mm, 22.64 gr, coniato nel 172/173                                     |                                                                                             |

Gli anni successivi videro un biennio di campagne militari contro le popolazioni della piana del Tibisco (174-175), quando a Marco giunse la triste notizia che Avidio Cassio, governatore di Siria, si era ribellato e autoproclamato imperatore. A Marco non rimase che abbandonare la guerra contro gli Iazigi e le popolazioni della piana della Tibisco, per recarsi in Oriente ad affrontare Cassio e metter fine alle sue pretese al trono. Questa rivolta sospendeva per la seconda volta la guerra contro le popolazioni sarmatiche, obbiettivo strategico principale dell'imperatore filosofo. La Historia Augusta ricorda, infatti, che Marco avrebbe desiderato fare della Marcomannia e della Sarmatia due nuove province, e ci sarebbe riuscito se Avidio Cassio non si fosse ribellato. La fortuna volle che pochi mesi dopo, Cassio venisse ucciso da un centurione romano, rimasto fedele a Marco Aurelio, scongiurando così una probabile nuova guerra civile. Sembra che, proprio durante questo periodo di assenza dell'imperatore dal fronte sarmatico (tra il 175 ed il 177), Pompeiano lo abbia sostituito in quel delicato settore bellico, tant'è che viene ricordata la sua presenza lungo il limes della Mesia inferiore. Egli non era, per Marco, solo un uomo di fiducia, esperto e capace militarmente, ma era affidabile anche politicamente e dinasticamente. Se Marco fosse morto, Pompeiano avrebbe potuto reggere l'impero al suo posto, come tutore del figlio Commodo.
Nel dicembre del 176 a Marco Aurelio, il Senato romano decretò il meritato trionfo sulle popolazioni germaniche e sarmatiche a nord del medio-basso corso del Danubio (insieme al figlio Commodo, da poco nominato Augusto). In suo onore venne eretto all'imperatore un arco trionfale. L'esistenza di un arco è ipotizzata sulla base di un ciclo di dodici rilievi (otto reimpiegati sull'arco di Costantino, tre conservati nel Palazzo dei Conservatori dei Musei Capitolini e un ultimo, scomparso, di cui resta un frammento oggi a Copenaghen). L'arco potrebbe essere sorto nei pressi della colonna di Marco Aurelio quale entrata monumentale al porticato circostante il monumento "colchide" e ad un tempio dedicato allo stesso imperatore ed alla moglie Faustina minore. Su questo arco appare, almeno in dieci rilievi insieme a Marco, il solito e fedele consigliere militare che, secondo il Birley, non può essere che Pompeiano.

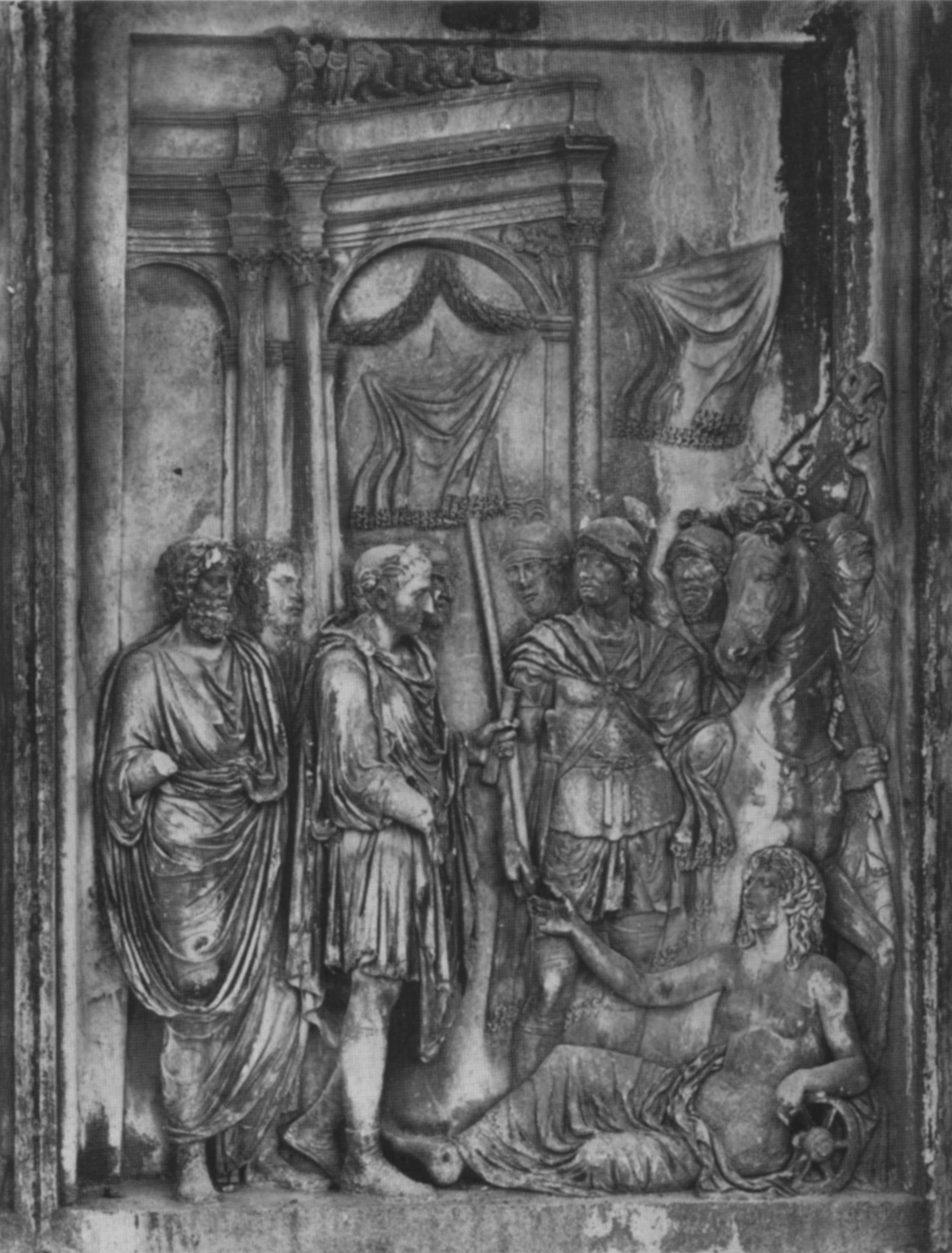
Profectio (Arco di Costantino)
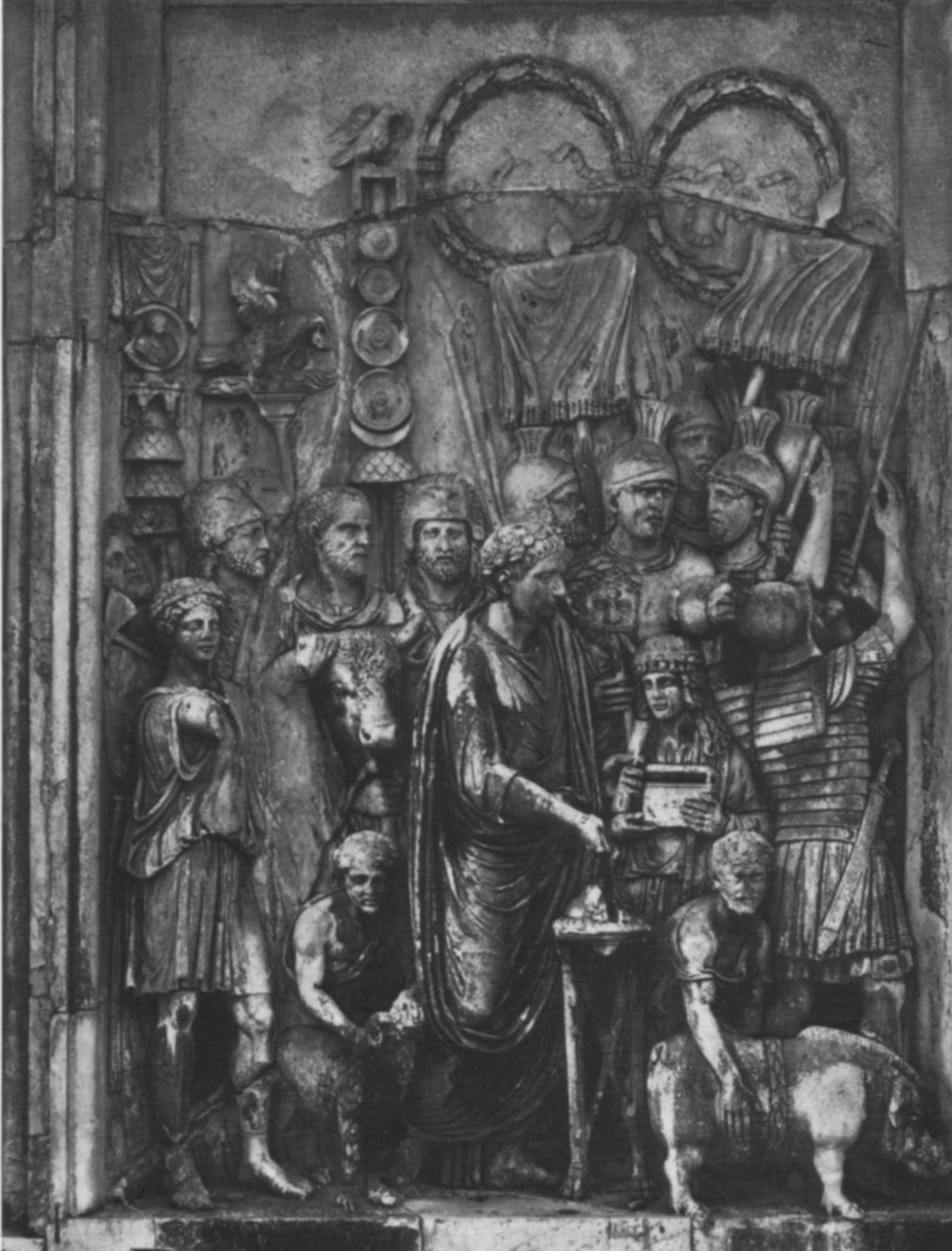
Lustratio (Arco di Costantino)
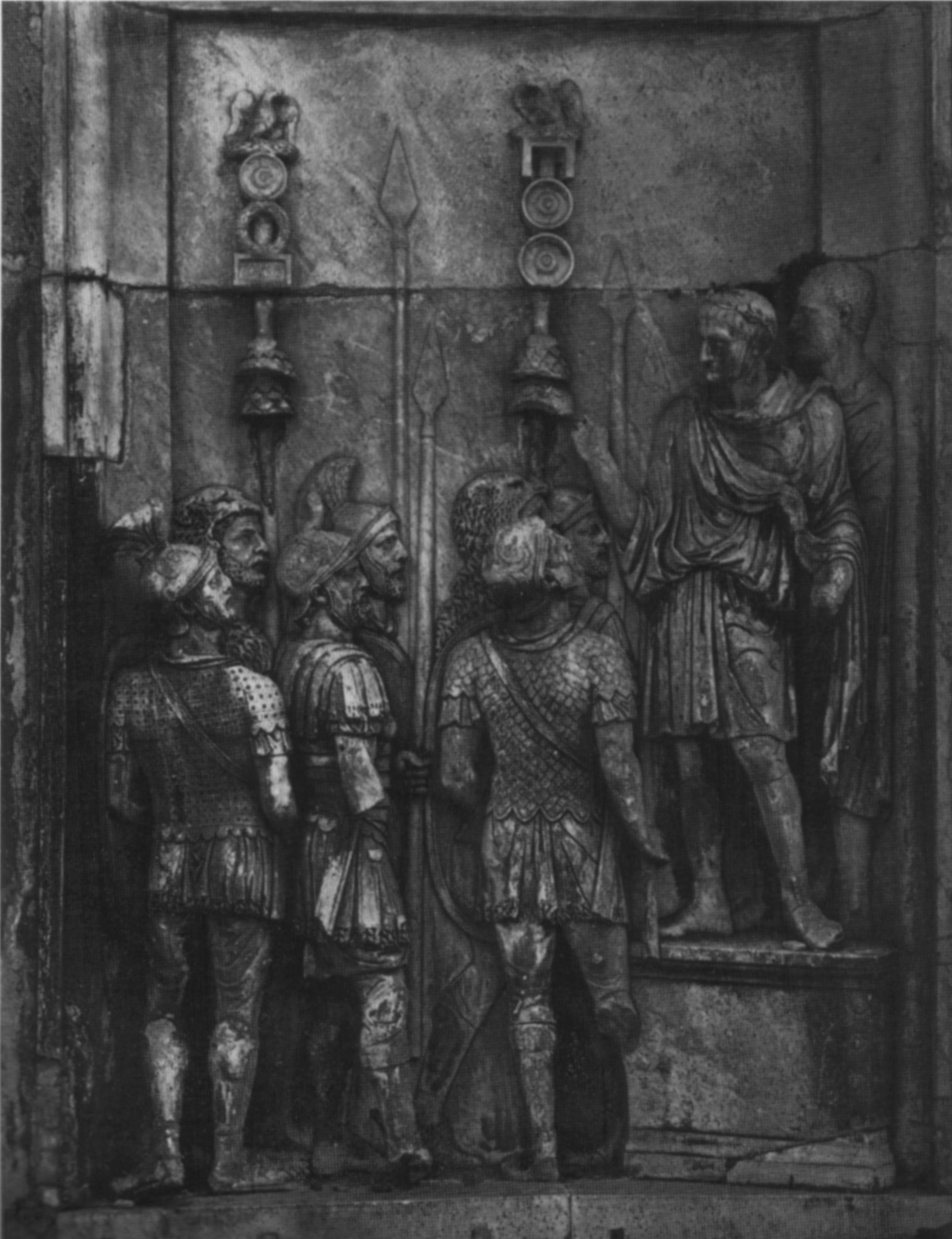
Adlocutio (Arco di Costantino)
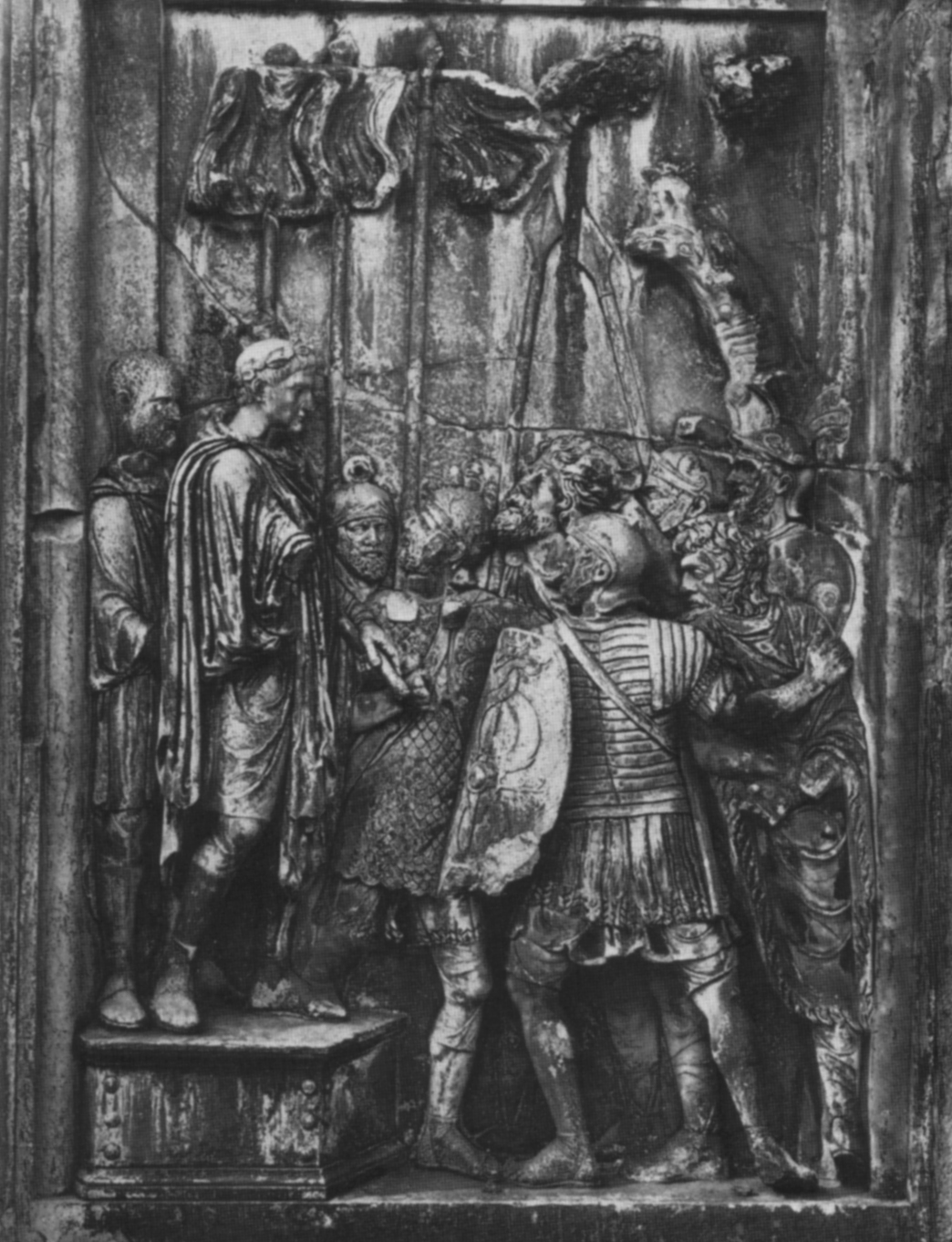
Captivi (Arco di Costantino)
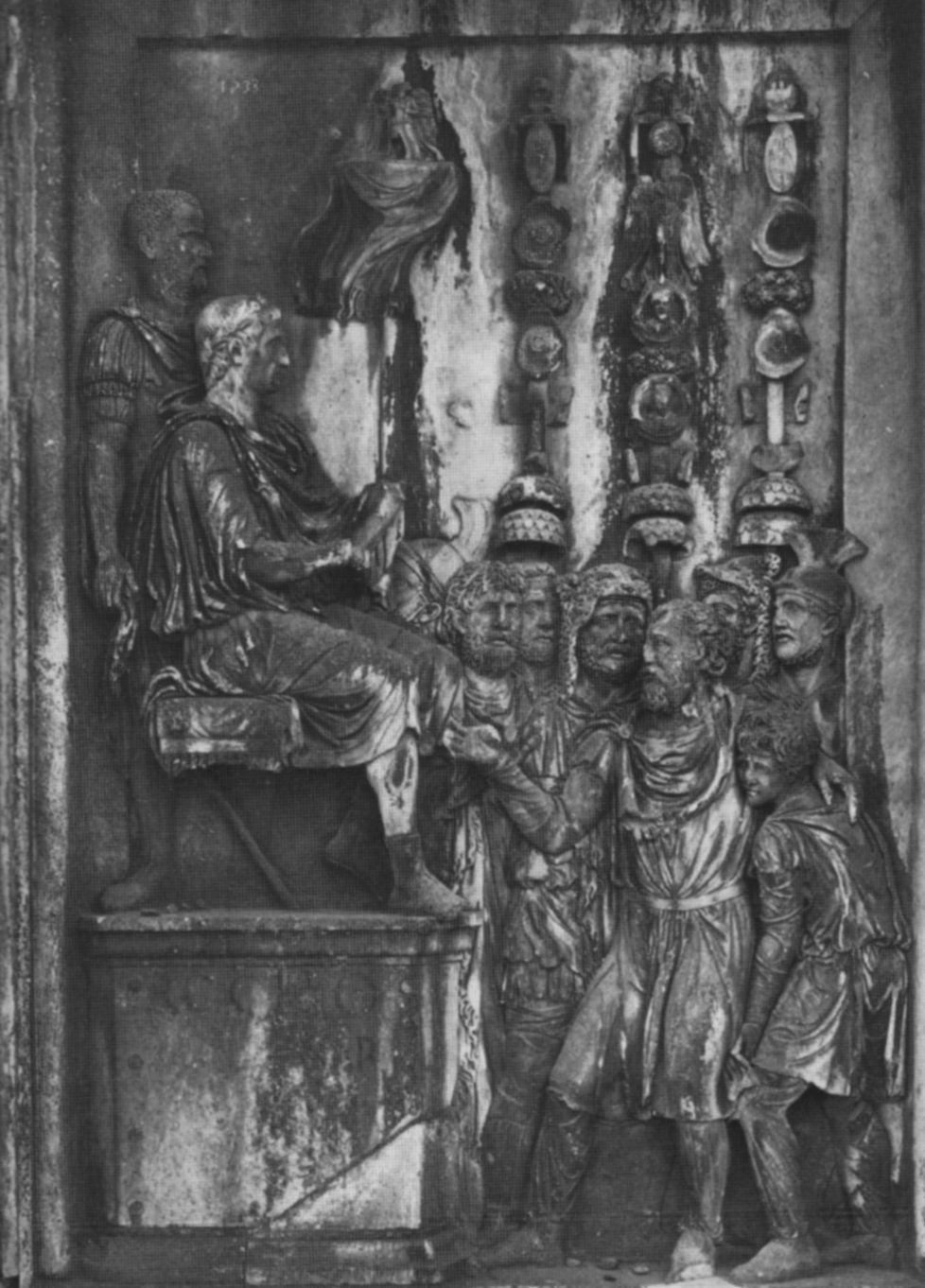
Clementia (Arco di Costantino)
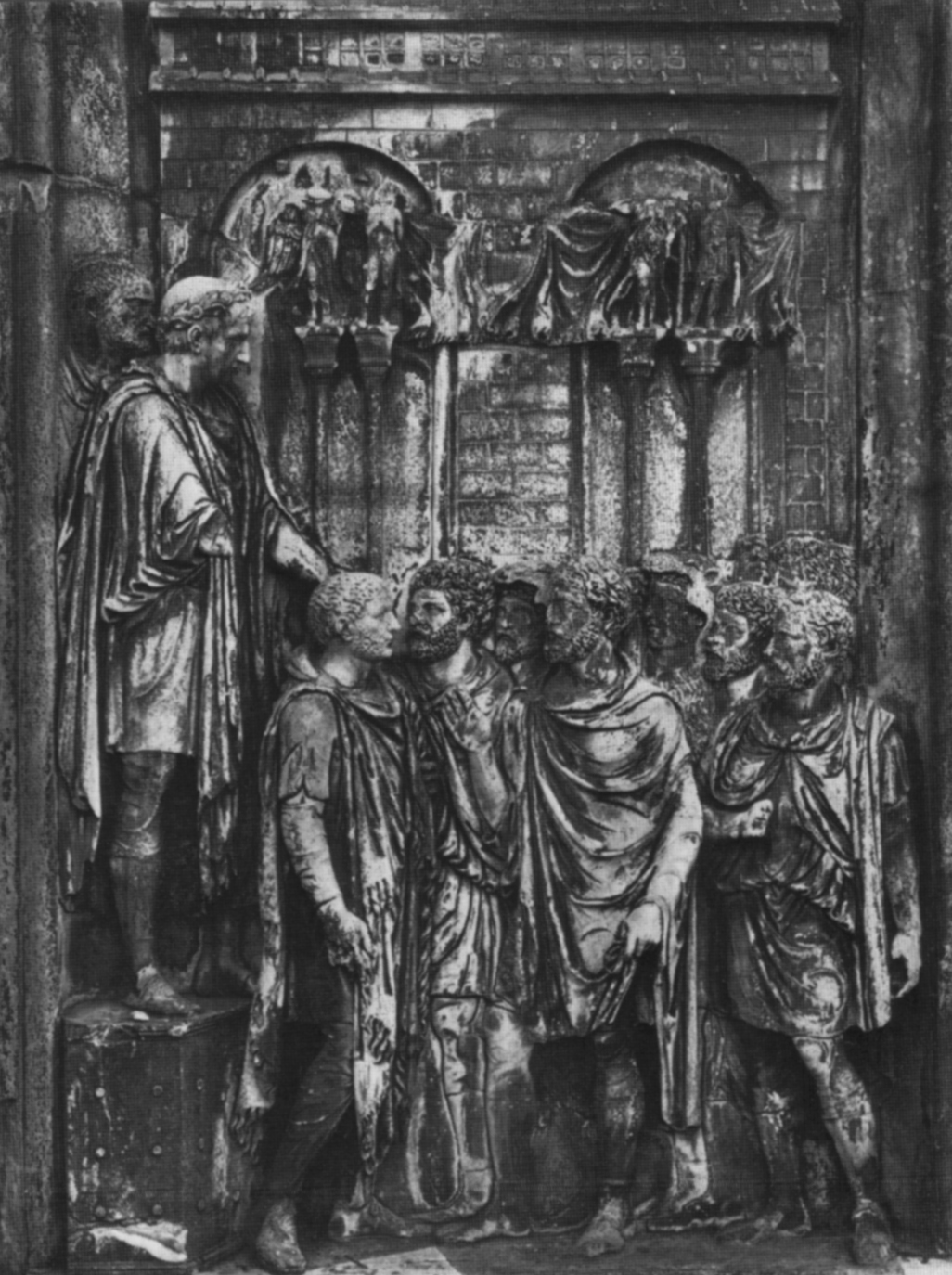
Rex datus (Arco di Costantino)
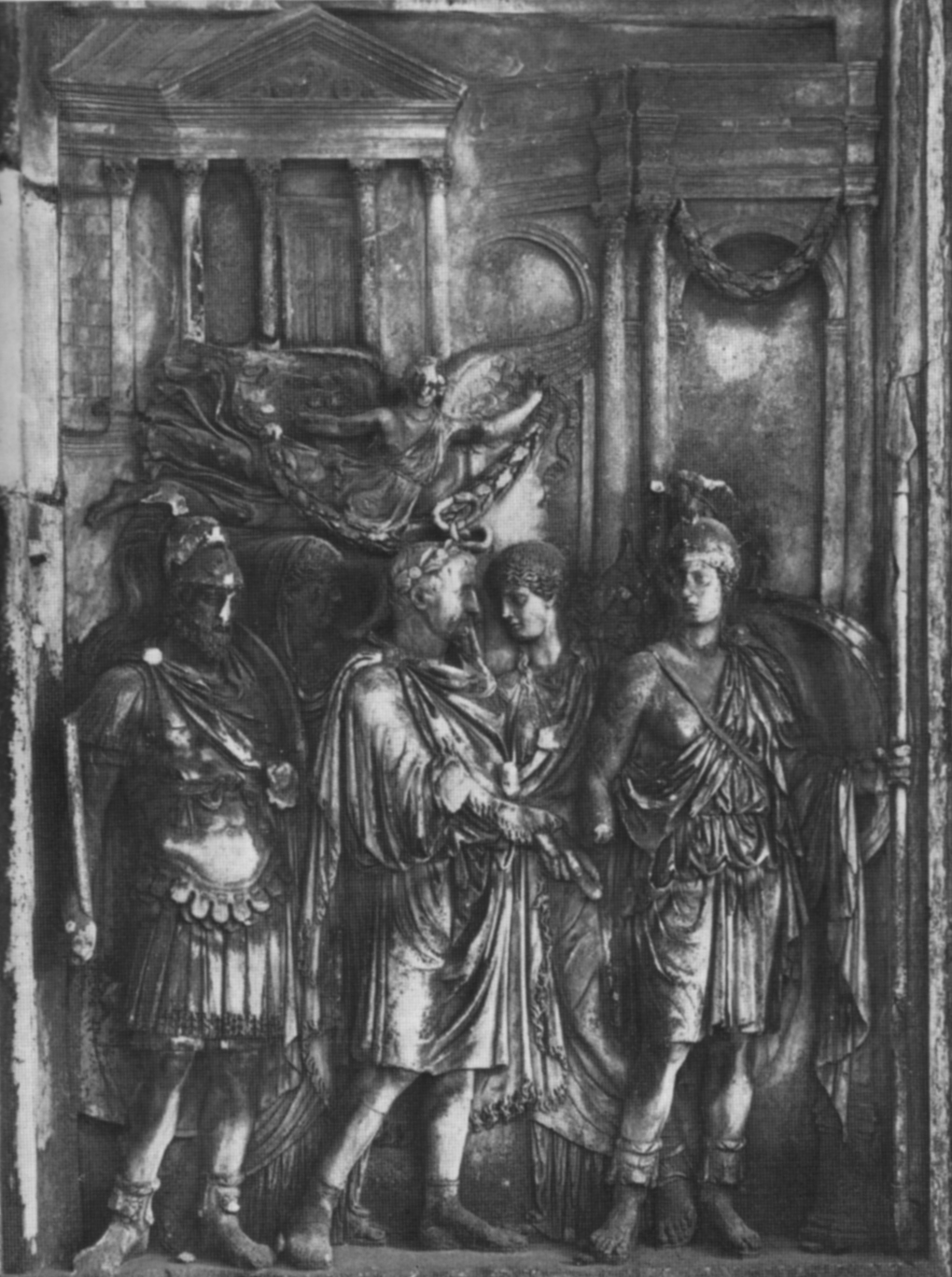
Adventus (Arco di Costantino)
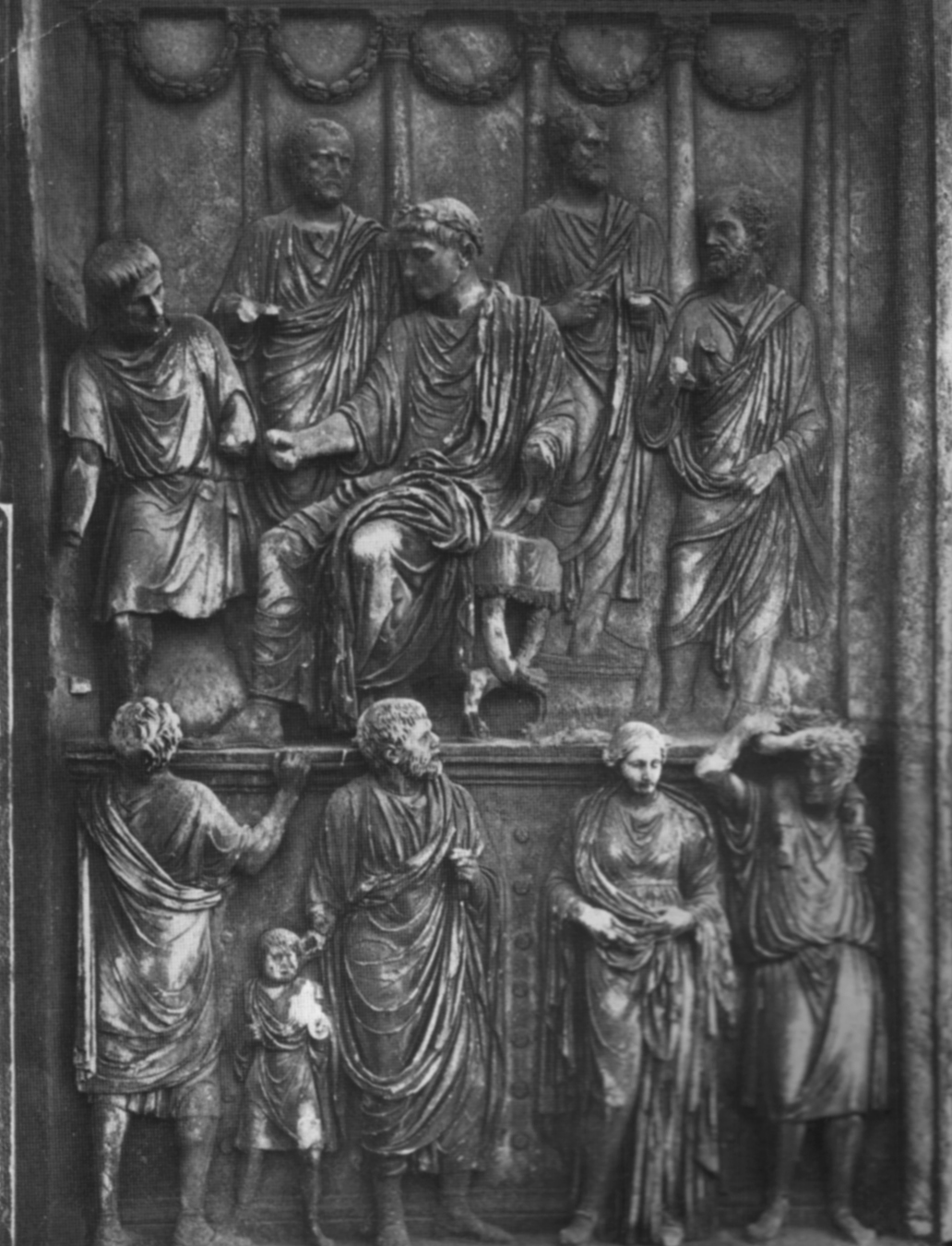
Liberalitas (Arco di Costantino)
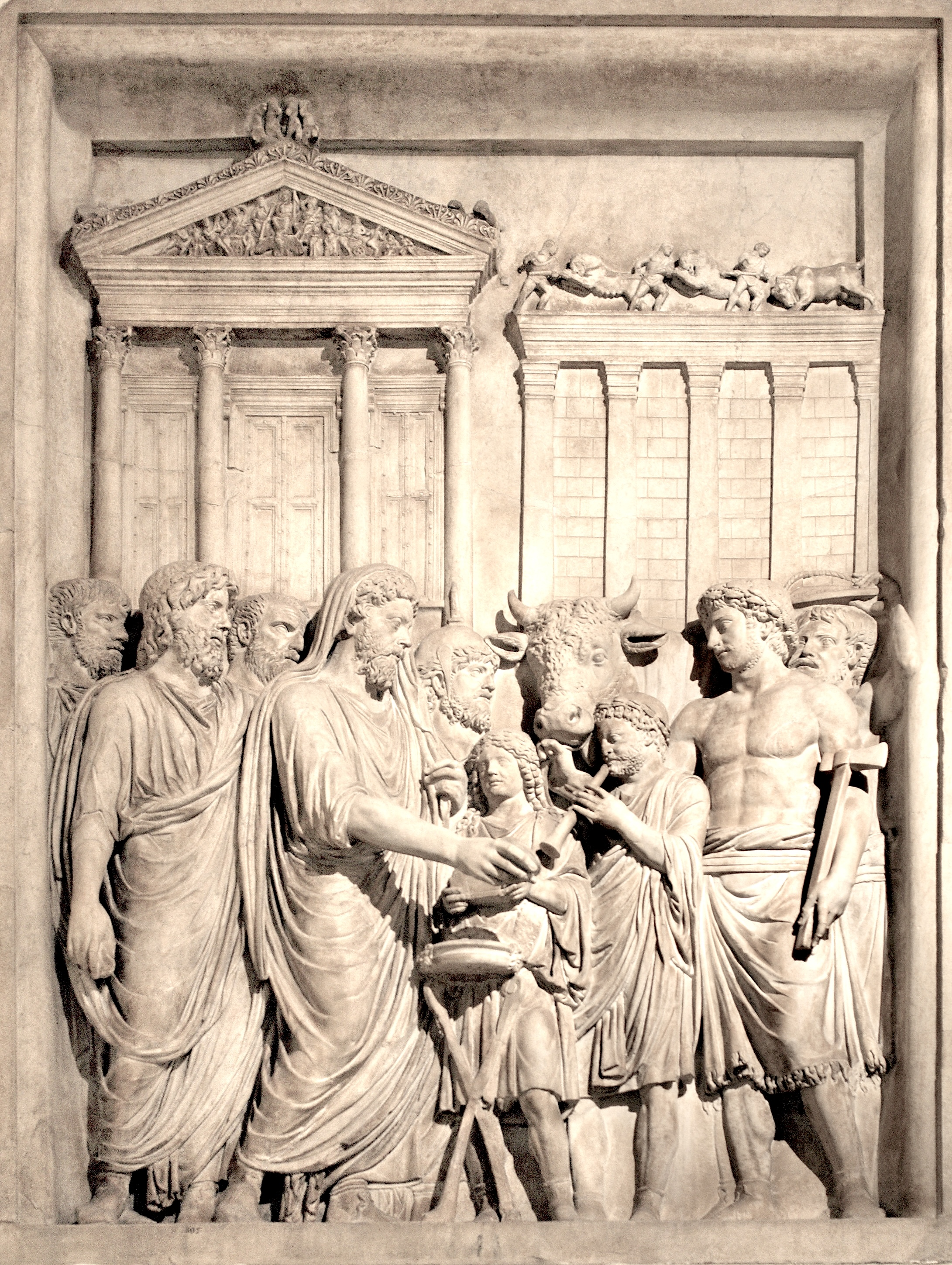
Marco compie un sacrificio prima della campagna militare contro i barbari del nord (Musei Capitolini)
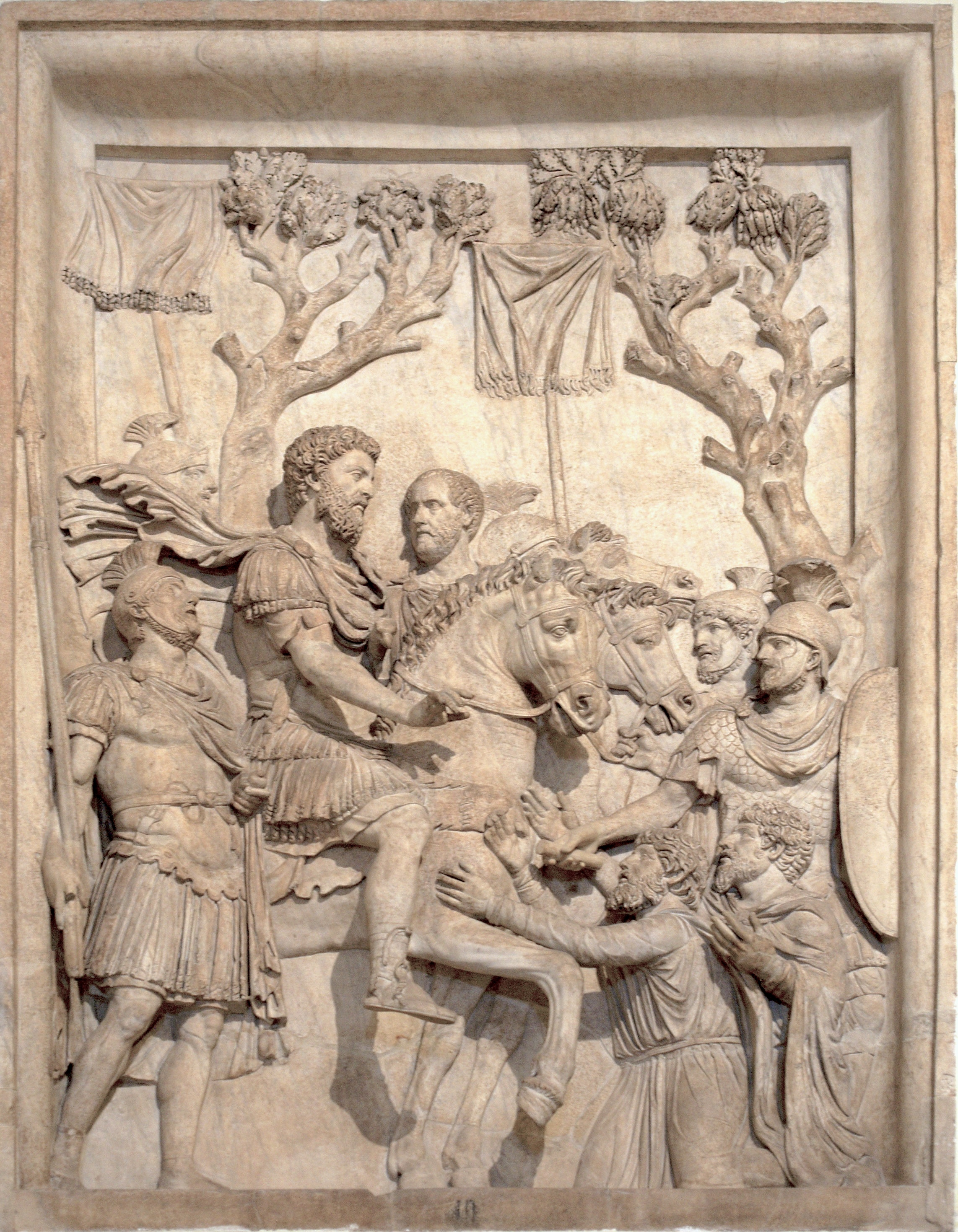
Pannello che raffigura Marco Aurelio con due barbari (Musei Capitolini)
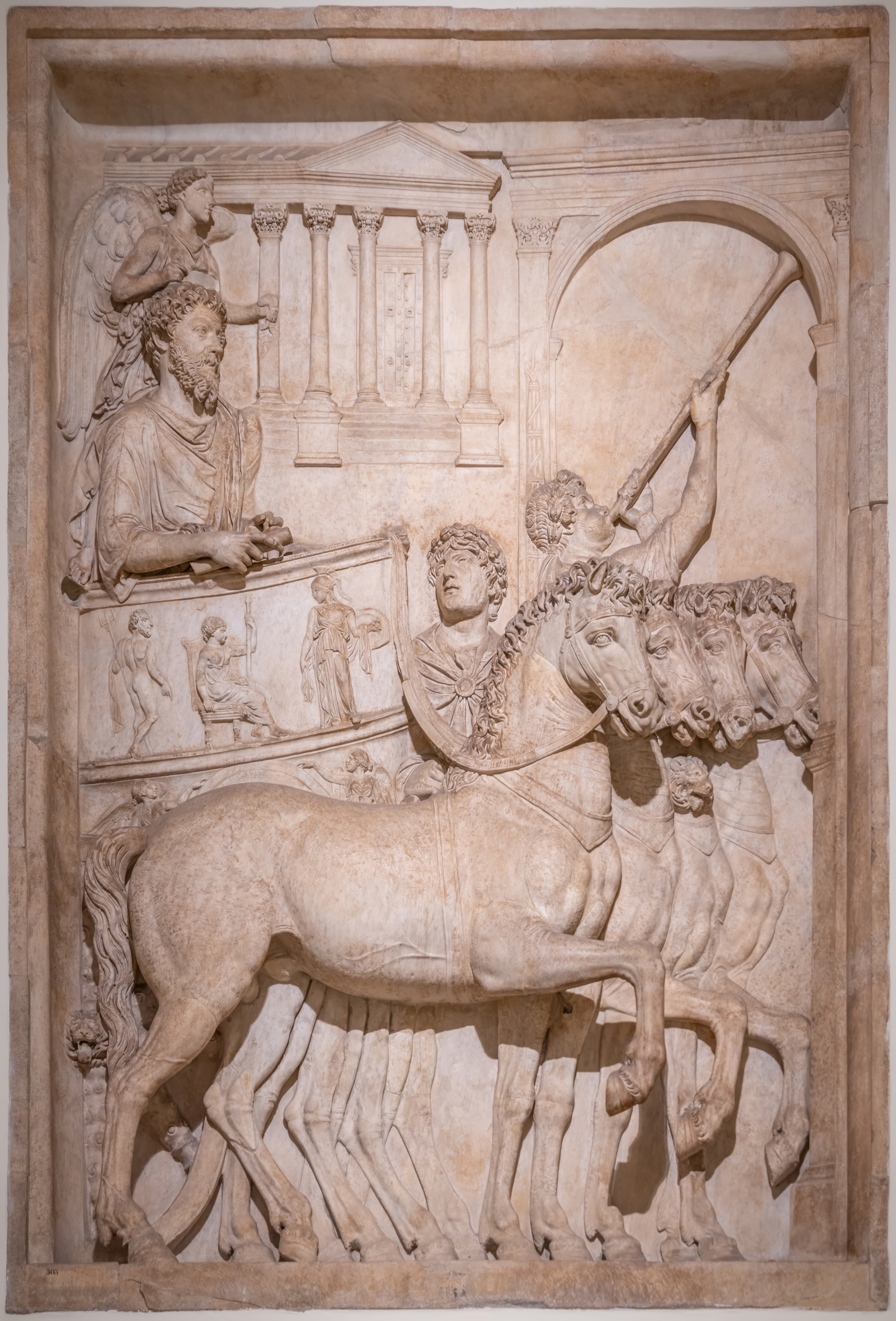
Marco Aurelio in Trionfo (Musei Capitolini); unico pannello dove Pompeiano non è presente.

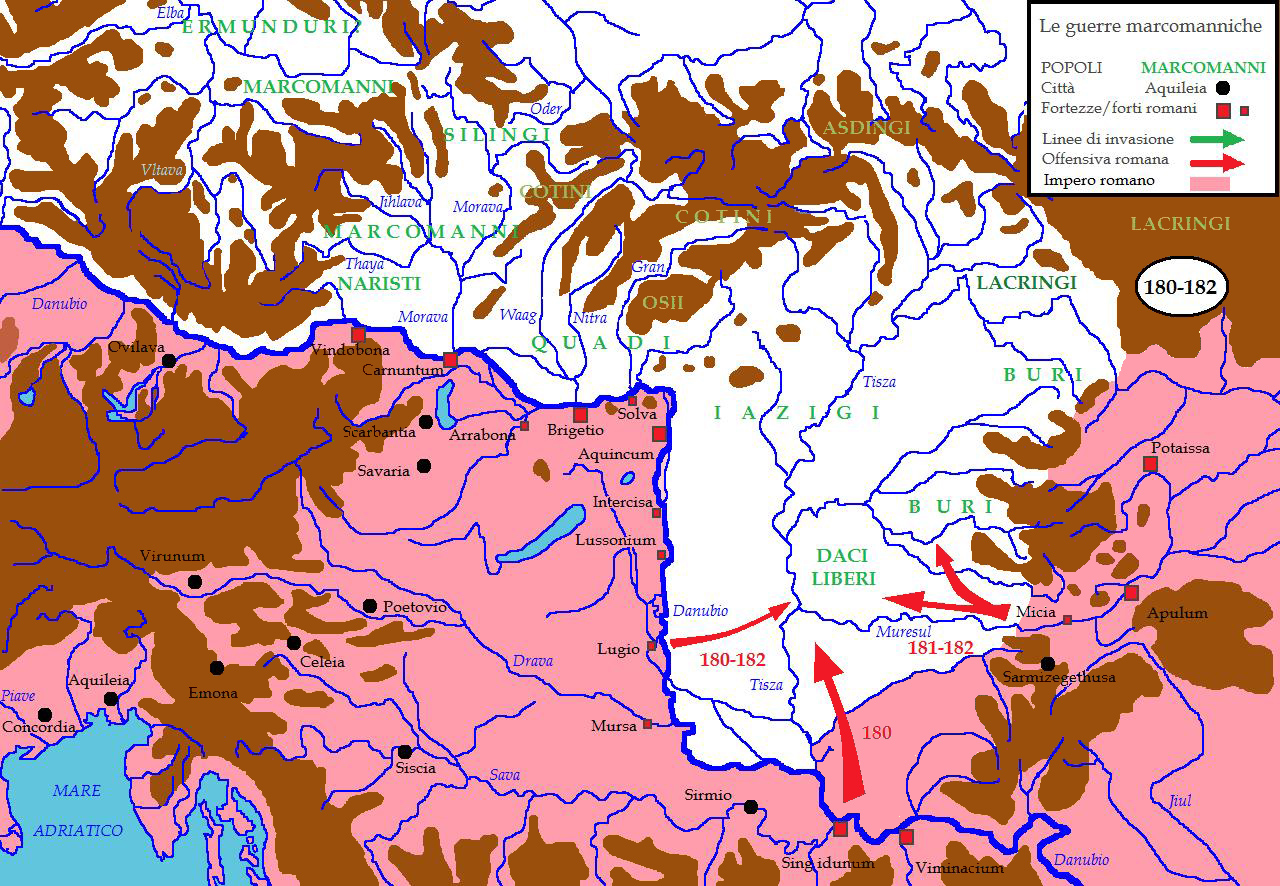
La fase finale delle guerre marcomanniche negli anni subito dopo la morte di Marco Aurelio (180-182)

Sappiamo poi che sul finire del 176, Lucilla diede un figlio a Pompeiano, il cui nome era Lucio Aurelio Commodo Pompeiano (console nel 209). Il padre non poté però godersi il figlio appena nato, poiché i combattimenti in Germania ripresero già nella prima parte del 177. I Quadi, che da sempre si erano dimostrati i più restii ad accettare l'occupazione romana, si ribellarono nuovamente, obbligando Marco a recarsi di persona lungo il fronte danubiano (3 agosto del 178). Aveva così inizio la secunda expeditio germanica e Pompeiano, ancora una volta, accompagnava i due Augusti, Marco e Commodo.
La campagna proseguì per tutto il 179, ma nel marzo dell'anno successivo Marco Aurelio morì, sembra a causa della terribile pestilenza che aveva colpito l'Impero romano ormai da un quindicennio. Era il 17 marzo del 180 e, come ci informa il contemporaneo Tertulliano nel suo Apologeticum, sembra che il decesso sia avvenuto lungo il fronte sarmatico (Bononia, non molto distante dal quartier generale di Sirmium). Dopo la morte dell'imperatore filosofo, riprese l'offensiva da parte di Commodo. Neppure la morte del padre poté ritardare la progettata spedizione nella piana del Tibisco (Tisza). I Sarmati Iazigi, i suebi Buri ("expeditio Burica"), i germani Vandali ed i Daci liberi, furono battuti più volte. Commodo, che aveva deciso di abbandonare il fronte delle operazioni militari, fu più volte invitato dal cognato Pompeiano a rimanere sul teatro di guerra ed a portare a termine i progetti espansionistico-strategici del padre, che sul letto di morte aveva chiesto al figlio di «non trascurare il compimento delle ultime operazioni di guerra». Erodiano aggiunge il discorso che Pompeiano avrebbe fatto a Commodo nel tentativo di convincerlo a non far ritorno nella capitale:
(Erodiano, I, 6.4-6.)
Il nuovo imperatore pur tuttavia decise di far ritorno a Roma nell'autunno del 180 (celebrando un secondo trionfo il 22 ottobre), lasciando che fossero i suoi generali (da Pertinace, a Pescennio Nigro, Clodio Albino, al figlio di Tigidio Perenne, fino a Valerio Massimiano per citarne alcuni), posti sotto il comando dello stesso Pompeiano, a portare a termine le operazioni di guerra.
La carriera militare di Pompeiano proseguì ancora per un biennio, a capo dello stato maggiore delle operazioni condotte in Sarmatia. L'anziano generale rimase a fianco di Commodo fino al 182, quando accadde l'irreparabile. Egli come altri "amici" di Marco Aurelio avevano scelto un atteggiamento definito di "opposizione lealista".

#### Ritiro a vita privata e morte (182-193 circa)
Nel 182, la moglie di Pompeiano, Lucilla (che detestava il marito da sempre), nonché sorella del nuovo imperatore, fu coinvolta in un intrigo di corte con alcuni membri del senato per uccidere il fratello, Commodo. Il tentativo venne sventato ed un nipote di Pompeiano fu messo a morte insieme ad altri senatori, mentre la stessa Lucilla fu mandata prima in esilio a Capri, poi messa a morte. Pompeiano, che non aveva partecipato alla congiura, proprio perché si trovava sul fronte sarmatico, preferì ritirarsi a vita privata.
Passò il suo tempo in campagna lontano da Roma, e dopo la morte di Commodo, avvenuta la notte del 31 dicembre 192, Pertinace, di cui era stato comandante durante le guerre marcomanniche gli offrì il trono, ma anche questa volta rifiutò. Una volta morto Pertinace, pochi mesi dopo aver assunto la porpora nel 193, il nuovo imperatore, Didio Giuliano, proclamato augusto dalla guardia pretoriana, chiese ancora una volta a Pompeiano di aiutarlo nella conduzione dell'Impero, offrendogli di essere co-reggente, ma egli rifiutò per la terza volta. Giuliano fu ucciso dopo soli 66 giorni ed un nuovo comandante militare, il cui nome era Settimio Severo, divenne il nuovo imperatore.